# Marvins döttrar
Marvins döttrar (eng: Marvin's Room) är en amerikansk dramafilm från 1996 i regi av Jerry Zaks. Filmen är baserad på pjäsen Marvin's Room av Scott McPherson. I huvudrollerna ses Meryl Streep, Leonardo DiCaprio, Diane Keaton, Robert De Niro, Hume Cronyn, Gwen Verdon, Hal Scardino och Dan Hedaya.

## Rollista i urval
- Meryl Streep - Lee Wakefield Lacker
- Leonardo DiCaprio - Hank Lacker, Lees son
- Diane Keaton - Bessie Wakefield
- Robert De Niro - Dr. Wallace "Wally" Carter
- Hume Cronyn - Marvin Wakefield, Lee och Bessies far
- Gwen Verdon - Ruth Wakefield, Marvins syster
- Hal Scardino - Charlie Lacker, Lees son
- Dan Hedaya - Dr. Robert "Bob" Carter, Wallys bror
- Margo Martindale - Dr. Charlotte Samit
- Cynthia Nixon - ägaren av äldreboendet
- Kelly Ripa - Coral
- Bitty Schram - Janine, receptionisten